# The Missouri Traveler

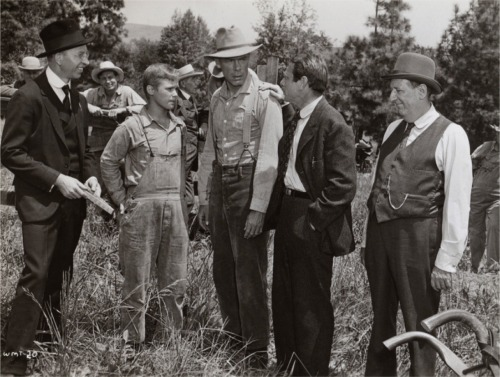
Une partie des acteurs du film : Frank Cady, Brandon deWilde, Lee Marvin, Gary Merrill et Paul Ford.

The Missouri Traveler est un film américain réalisé par Jerry Hopper, sorti en 1958. Il a été distribué par Buena Vista Corporation, filiale de Disney destinée à distribuer des films n'ayant pas le label Disney.

## Synopsis
Biarn Turner, un jeune garçon de 15 ans, fugueur de l'orphelinat d'Eatondale, se rend en Floride après la Première Guerre mondiale, en 1926. Il est conduit à Delphi, une ville rurale du Missouri, par le riche propriétaire terrien Tobias Brown. Là, après une altercation sur la place publique impliquant la plupart des habitants, il rencontre un journaliste, Doyle Magee. Les deux hommes partagent un intérêt pour ce jeune homme poli et mature ; l'un se montre gentil, l'autre presque cruel. Finalement, leurs deux attitudes deviennent claires pour le jeune homme. Au même moment, toute la ville de Delphi non seulement accepte Biarn, mais l'accueille comme l'un des siens et encourage son rêve de devenir agriculteur.

## Fiche technique
- Réalisation : Jerry Hopper
- Scénario : John Burress, Norman S. Hall
- Producteur : 	C. V. Whitney, Patrick Ford
- Photographie : Winton C. Hoch
- Montage : Tom McAdoo
- Musique : Jack Marshall
- Type : Technicolor
- Genre : Drame[1]
- Production : C. V. Whitney Pictures
- Distributeur : Buena Vista Film Distribution Co., Inc.
- Durée : 103 minutes
- Date de sortie : 21 janvier 1958

## Distribution
- Brandon deWilde : Biarn Turner
- Lee Marvin : Tobias Brown
- Gary Merrill : Doyle Magee
- Paul Ford : Finas Daugherty
- Mary Hosford : Anna Love Price
- Ken Curtis : Fred Mueller
- Cal Tinney : Clyde Hamilton Baker
- Frank Cady : Willie Poole
- Mary Field : Nelda Hamilton
- Kathleen Freeman : Serena Poole
- Will Wright : Sheriff Peavy
- Tom Tiner : Reverend Thomdyke
- Bill Bryant : Henry Craig
- Barry Curtis : Jimmy Price
- Eddie Little : "Red" Poole
- Roy Jenson : Simpson